# Grovsmeden
|  | Denne artikel er oprettet af botten Steenthbot ud fra en ekstern database. Den kan derfor have sproglige fejl eller mangler. Denne skabelon kan fjernes efter kontrol af indholdet. |

Grovsmeden er en dansk dokumentarfilm fra 1969 instrueret af Henning Ebbesen og efter manuskript af Palle Christensen.

## Handling
Filmen er optaget i den gamle smedje i "Den gamle by" i Århus.

## Medvirkende
- Hans Ove Pedersen